# میکاه

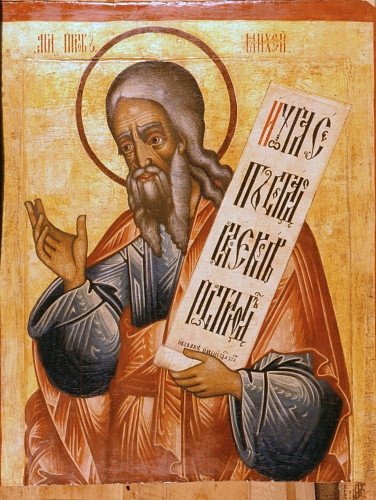
شمایل میکاه پیامبر، در سنت ارتودکس روسی، سدهٔ ۱۸ میلادی، صومعه کیژی واقع در کارلیا، روسیه.

میکاه (در عبری:מִיכָה به معنی «چه کسی مانند یهوه است»)پسر املاه از پیامبران بنی‌اسرائیل بود که در مورشت، شهر کوچکی در یهودیه واقع در جنوب غربی اورشلیم و نزدیکی شهر فلسطینی جاد زندگی می‌کرد. میکاه هم‌زمان با اشعیا و هوشع به پیامبری رسید. او در طول سلطنت‌های یوتام، آحاز و حزقیا در پادشاهی شمالی و جنوبی خدمت می‌کرد و خودش را اهل سامرا و اورشلیم می‌دانست. میکاه سقوط سامرا و ویرانی یهودیه را پیش‌بینی کرد. میکاه بت‌پرستی، بی‌عدالتی و یاغیگری را محکوم کرده و شکوه صهیون و ظهور مسیح را نبوت کرد. کتاب میکاه از بخش‌های عهد عتیق است که در هفت باب تنظیم شده است.